# Легенди Світокраю
«Легенди Світокраю» (англ. The Edge Chronicles) — серія підліткових фантастичних романів Пола Стюарта і Кріса Рідделла. Вона містить чотири трилогії та кілька окремих книг. Спочатку опубліковано в Об'єднаному Королівстві, з тих пір серія була опублікована в Сполучених Штатах Америки, Канаді, Україні та Австралії.

## Світ серії

### Географія
Весь Світокрай знаходиться на краю масивної скелі. Більшість світу займає Темноліс, величезний та повний небезпек ліс. На північ і південь від Темнолісу знаходиться Крайземля, порожня й безлюдна місцина, яка населена духами. Захід від Темнолісу займають Тернові Ліси, Нічні Ліси та Верхоріччя. На захід від Верхоріччя є кілька незаселених гір, за винятком кількох надзвичайно примітивних форм життя, таких як Безіменні. Що за цими горами – невідомо.
На схід від Темнолісу були Присмерковий Ліс, Багнище,  міста-близнюки Нижнє Місто та Санктафракс, а також Каменесад.  Довга та звивиста Крайріка простягається через весь відомий світ, вона тече з Верхоріччя на схід, до самого краю скелі, де спадає величезним водоспадом.

### За межами Світокраю
Небо над Світокраєм було класифіковано на Нижнє, Проміжне та Верхнє. Небо за Світокраєм було відоме як Відкрите й було практично незвіданим. Відкрите небо вважалося нескінченним.
Що лежить в основі Світокраю – невідомо, а протягом багатьох тисячоліть вважалося, що скеля Світокраю взагалі не мала основи, а просто існувала над нескінченною прірвою. Наприкінці «Безсмертних» були показані Нейт Квартер і Амбріс Хентаділь, що спускаються зі скелі в темряву внизу, а остання ілюстрація роману показала Світокрай, що піднімається з плоскої рівнини, нібито доводячи, що під Світокраєм є тверда земля.

## Книги серії
Ось список всіх книг з серії «Легенди Світокраю» в хронологічному порядку, що складається з тринадцяти книг та декількох окремих історій.

### Сага Квінта
- Темнолесникове прокляття , англ. The Curse of the Gloamglozer (2001) ISBN 978-0552569620
- Зимові Лицарі , англ. The Winter Knights (2005) ISBN 978-0552569637
- Битва небесних галеонів , англ. Clash of the Sky Galleons (2006) ISBN 978-0552569644

### Сага Живчика
- У нетрях Темнолісу , англ. Beyond the Deepwoods (1998) ISBN 978-0552569675
- Бурелов , англ. Stormchaser (1999) ISBN 978-0552569651
- Північ над Санктафраксом , англ. Midnight over Sanctaphrax (2000) ISBN 978-0552569668

### Сага Рука
- Останній із небесних піратів , англ. The Last of the Sky Pirates (2002) ISBN 978-0552569699
- Вокс , англ. Vox (2003) ISBN 978-0552569705
- Вільняк , англ. Freeglader (2004) ISBN 978-0552569712

### Сага Нейта
- Безсмертні , англ. The Immortals (2010) ISBN 978-0552569729

### Сага Кейда
- Безіменний , англ. The nameless one (2014) ISBN 978-1448157761
- Несучий Загибель , англ. Doombringer (2015) ISBN 978-0552567582
- Спускальники , англ. The Descenders (2019) ISBN 978-0857535306

### Окремі книги
- Захмарний Вовк  англ. Cloud Wolf (2001, опублікована на Всесвітній День Книги)
- Камінний Штурман  англ. The Stone Pilot (2006, опублікована на Всесвітній День Книги)
- Втрачені Сувої  англ. The Lost Barkscrolls (2007) ISBN 978-0385611688

### Путівник по серії
- Карти Світокраю англ. The Edge Chronicles Maps (2004) ISBN 0-552-55125-2